# Kissogram
Kissogram war eine 1999 gegründete Berliner Band. Die Gründer Jonas Poppe und Sebastian Dassé spielten auch in den Projekten The Sitcom Warriors und Davos. Schlagzeuger Joe Dilworth spielte auch bei Add N to (X), Stereolab, Faith Healers und Cat Power.

## Geschichte
Der Bandname kissogram bezeichnet im Englischen eine durch einen Kuss übermittelte Grußbotschaft.
In den ersten drei Jahren des Bestehens wurde Kissogram überwiegend durch Live-Auftritte bekannt. Dann gelangte eine Probeaufnahme ihres Stücks If I Had Known This Before an die Betreiber des Labels Blaou, die das Potential des Tracks erkannten. Da das Label hauptsächlich auf elektronische Tanzmusik spezialisiert war, wurde der Berliner DJ Woody mit einem Remix des Tracks beauftragt. Das unter dem Projektnamen Woody vs. Kissogram veröffentlichte Stück wurde zu einem der Clubhits des Jahres 2001 und drang im Januar des Folgejahres auch bis auf Platz 60 der deutschen Single-Charts vor.
2004 erschien das erste Album The Secret Life of Captain Ferber.
Mit dem dritten Album Rubber and Meat engagierten Kissogram den Schlagzeuger Joe Dilworth als weiteres Mitglied der Band. Mit dem im März 2009 veröffentlichten Album bewegte sich Kissogram weg vom vormals fast rein elektronischen Stil und hin zum Alternative Rock. Thematisch befasste sich Rubber and Meat mit Themen wie Flucht, Arbeit und Berühmtheit aus der Sicht eines schlichten, gesellschaftlich ganz unten stehenden Menschen (The Deserter, Rubber and Meat, Messiah, Prominent Man).
Neben Auftritten auf der Expo in Shanghai und der Biennale in Sao Paulo, tourten sie regelmäßig in Europa, unter anderem als Support für Franz Ferdinand und Underworld. Kissogram lösten sich 2011 auf.

## Diskografie

### Alben
- 2004: The Secret Life of Captain Ferber (Louisville Records)
- 2007: Nothing, Sir! (Louisville Records)
- 2009: Rubber & Meat (Louisville Records)

### EPs und Singles
- 2001: Kissogram vs. Woody - If I Had Known This Before (Blaou Sounds)
- 2002: I’m Absolute (Buback)
- 2003: Kissogram / Novack - Cool Kids Can’t Die / Don’t Hey Come On (Metrohead Music)
- 2004: Forsaken People Come To Me (Louisville Records)
- 2005: Cool Kids Can’t Die (Louisville Records)
- 2006: Kissogram / 33HZ - My Friend Is A Seahorse / Hot Flashes (defDrive)
- 2008: The Night Before (Louisville Records)
- 2009: The Deserter (Louisville Records)